# Versus X
versus X to niemiecka grupa muzyczna grająca rock progresywny w stylu lat 70. 
Pochodzi z Frankfurtu nad Menem i powstała w 1984 jako „Vague Venture”, w 1991 zmieniła nazwę na „Versus X”, a pierwszy koncert zagrała w 1993.
Muzyka versus x inspirowana jest dokonaniami progresywnych grup lat 70. (King Crimson, Yes, Van der Graaf Generator), nawiązuje też do muzyki poważnej i jazz-rocka. Większość utworów grupy ma rozbudowane sekcje instrumentalne i liczy sobie kilkanaście minut. 

## Skład
Skład z ostatniej płyty studyjnej „Primordial Ocean”:
- Ekkehard Nahm - instrumenty klawiszowe
- Arne Schäfer - gitara, wokal
- Thomas Keller - gitara basowa
- Thomas Reiner - instrumenty perkusyjne (do 2018)[4]

Byli muzycy:
- Mike Guttera - gitara basowa
- Stephan Dilley - gitara basowa
- Jörg Fischer - gitara basowa
- Uwe Völlmar - perkusja
- Stefan Maywald - perkusja

## Dyskografia
- Versus X  (1994; zremasterowana w 2010)[5]
- Disturbance  (1996)
- Club Voltaire Live (koncert, 1998)
- The Turbulent Zone (2000)
- Live at the Spirit (koncert, 2002)
- Primordial Ocean (2007)